# 谷戸善彦
谷戸 善彦（やと よしひこ、1952年1月6日 - ）は、日本の国土交通技官。国土交通省下水道部長や、日本下水道事業団理事長を経て、NJS取締役技師長。

## 人物・経歴
1974年 東京大学工学部都市工学科卒業、建設省入省。

1987年 カールスルーエ大学客員研究員。

1988年 建設省都市局公共下水道課課長補佐。

1997年 建設省 都市局下水道事業調整官。

1999年 建設省 東北地方建設局企画部長。

2001年 国土交通省 都市・地域整備局下水道事業課長。

2003年 国土交通省 都市・地域整備局下水道部長。

2006年 退官、下水道新技術推進機構 専務理事。

2008年 日本下水道事業団 理事（事業統括担当）。

2011年 日本下水道事業団 理事長。

2017年 NJS 顧問。同年NJS取締役開発本部長。同社技師長も兼務した。

2022年 瑞宝中綬章受章。

## 著書
- 『小口径管推進工法の選定比較マニュアル』（編）近代図書 改訂版 1998年
- 『21世紀の水インフラ戦略―『スマート下水道』20の提言』理工図書 2011年